# 라메킨

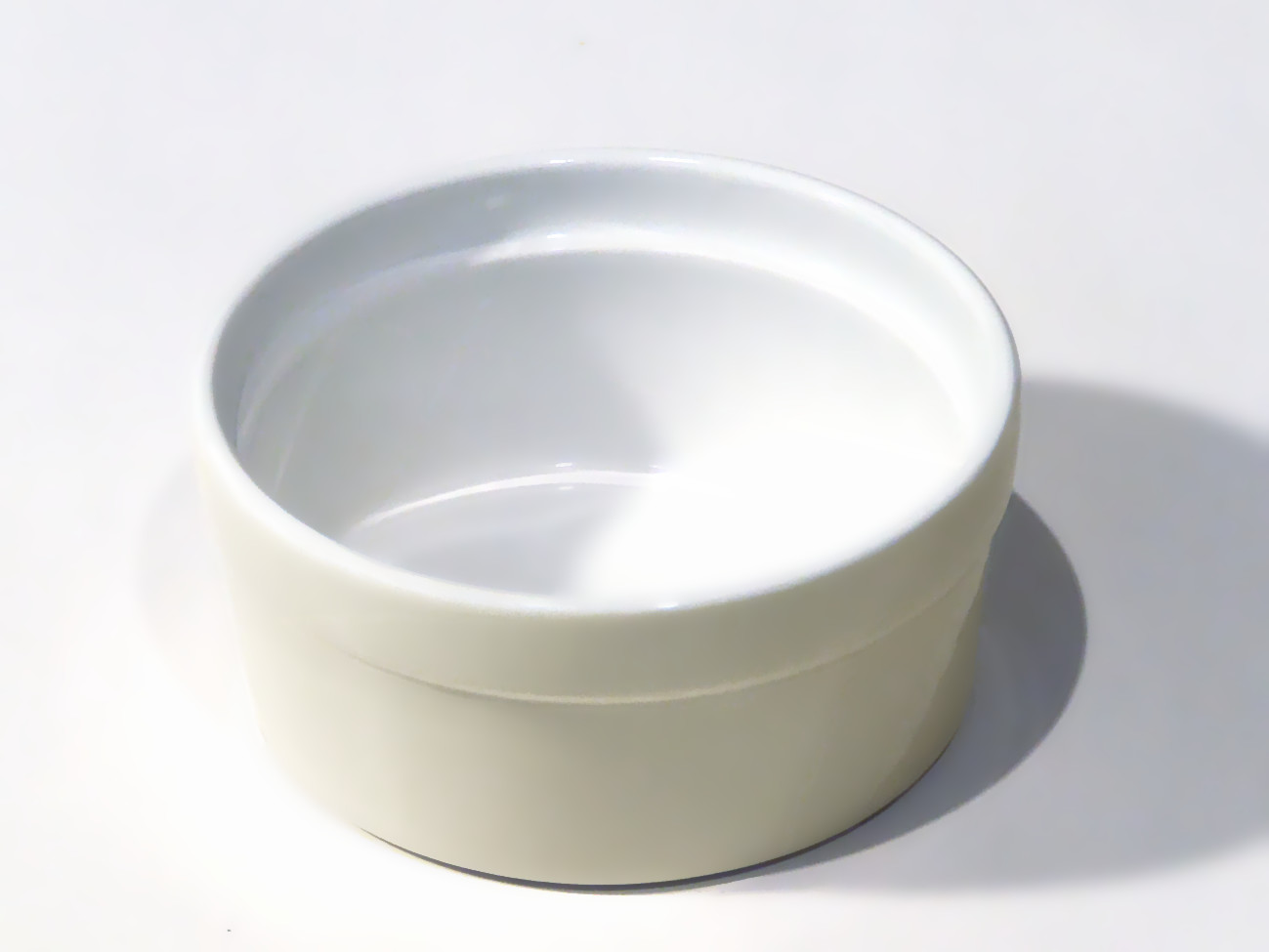
라메킨

라메킨(영어: ramekin 래미킨[*])은 세라믹이나 유리로 만든 작은 그릇이다. 오븐 요리 등에 사용한다.

## 사진 갤러리

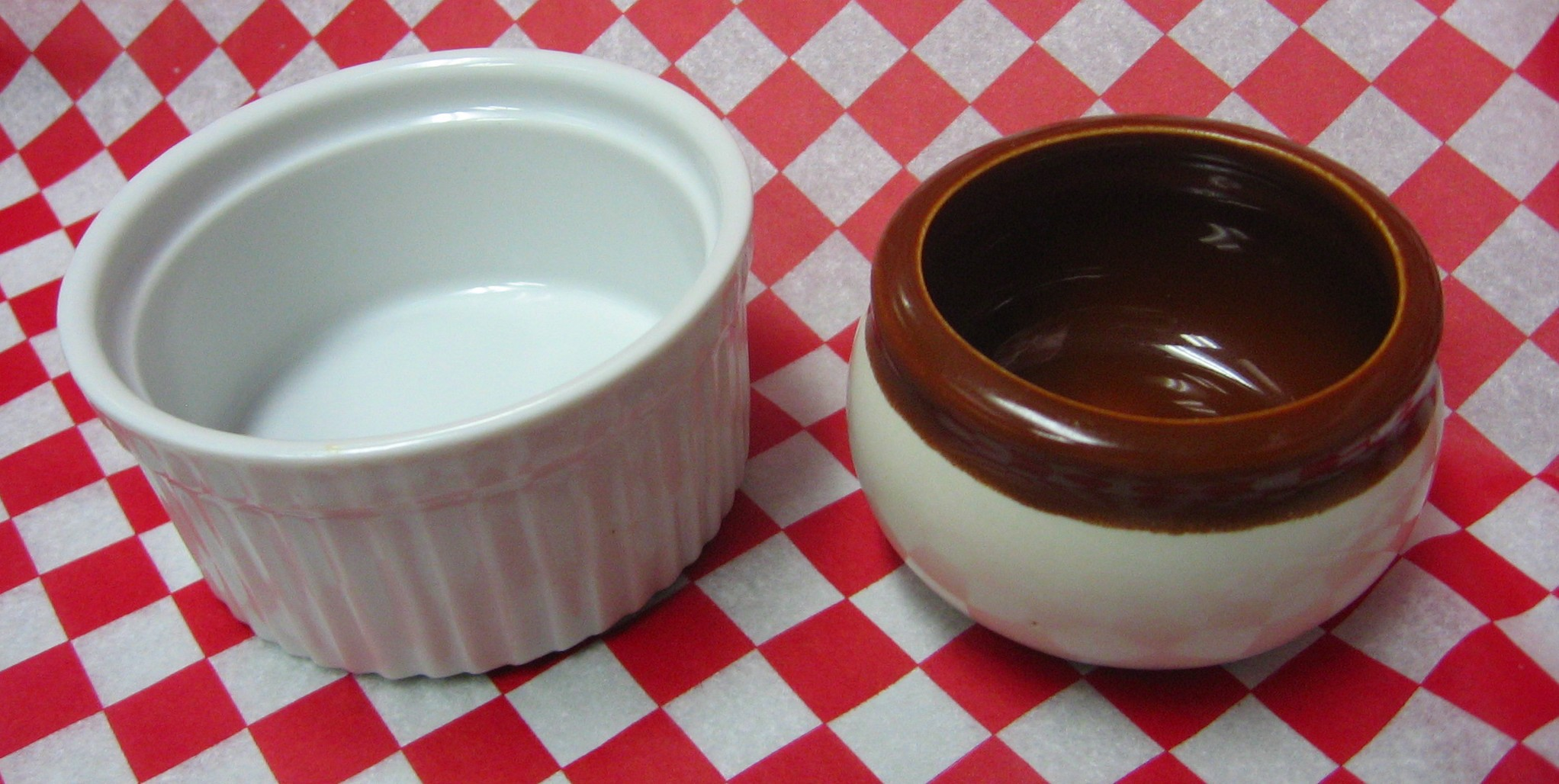
두 가지 라메킨

## 같이 보기
- 종지